# Psi-Rad
Ein Psi-Rad ist eine pyramidenförmige Vorrichtung, die aus einem kleinen Stück Papier oder Folie besteht, das an der Spitze eines spitzen Gegenstandes (z. B. Zahnstocher oder Nadel) ausbalanciert ist. Es wird in Versuchen benutzt, um die Gültigkeit der Telekinese zu beweisen, indem man versucht, das Rad mit der Kraft der Gedanken zu drehen. Ein wissenschaftlich nachvollziehbarer Nachweis über einen solchen Wirkungszusammenhang ist nicht erbracht worden.

## Konstruktion
Ein Psi-Rad ist in verschiedenen Ausführungen erhältlich; am häufigsten ist jedoch eine umgekehrte, trichterförmige Pyramide. Diese Psi-Radform wird durch Falten eines kleinen Quadrats (ca. 5 × 5 cm) aus Papier oder Folie in beiden Längsrichtungen und in beiden Diagonalen hergestellt.
Ein anderer gebräuchlicher Typ des Psi-Rades ist ein Kreuz, das aus einem sehr dünnen Blech, wie Aluminium oder Messing, besteht. Die Arme des Kreuzes sind zwischen 3 und 5 cm lang und bis zu 1 cm breit, mit einem kleinen Grübchen in der Mitte, so dass es auf etwas Spitzes in Balance aufgelegt werden kann.
Das Rad balanciert dann auf einem spitzen Gegenstand, wie z. B. einer Reißzwecke, einem Stift, einer Nadel oder einem Stiftdeckel, der fest auf einer ebenen Fläche befestigt ist.  Manchmal werden solche Psi-Räder in mittelgroße Glas- oder Kunststoffbehälter eingeschlossen, um zufällige Luftströme und eventuell durch die Hitze der Hände verursachte ungewollte Bewegungen des Rades zu verhindern.

## Adaption
In dem Film The Power aus dem Jahr 1968 sitzt eine Gruppe von Menschen um einen Tisch und beobachtet, wie ein Psi-Rad sich durch die „Gedankenkraft“ eines der Darsteller dreht.